# Allomarkgrafia
Chi Phồn hiệu (danh pháp khoa học: Allomarkgrafia) là một chi thực vật thuộc họ Apocynaceae.

## Danh sách loài
Bao gồm các loài:
- Allomarkgrafia brenesiana
- Allomarkgrafia campanulata
- Allomarkgrafia ecuatoriana, J.F. Morales
- Allomarkgrafia equatoriana
- Allomarkgrafia foreroi
- Allomarkgrafia insignis
- Allomarkgrafia laxiflora
- Allomarkgrafia ovalis
- Allomarkgrafia plumeriiflora
- Allomarkgrafia subtubulosa
- Allomarkgrafia tubiflora